# Koeripur
Koeripur es un pueblo y nagar Panchayat situado en el distrito de Sultanpur en el estado de Uttar Pradesh (India). Su población es de 8927 habitantes (2011). 

## Demografía
Según el censo de 2011 la población de Koeripur era de 8927 habitantes, de los cuales 4598 eran hombres y 4329 eran mujeres. Koeripur tiene una tasa media de alfabetización del 72,31%, superior a la media estatal del 67,68%: la alfabetización masculina es del 81,26%, y la alfabetización femenina del 72,31%.